# The Wonder Begins
The Wonder Begins (hangŭl: 가식걸) è il primo maxi-singolo del gruppo musicale sudcoreano Wonder Girls, pubblicato nel 2007 dall'etichetta discografica JYP Entertainment.

## Il disco
A gennaio la JYP annuncia la formazione di una nuova band chiamata Wonder Girls. I membri sono Sunye, Yeeun, Sohee, Sunmi e Hyuna. A febbraio viene annunciato il primo singolo "Irony", che debutta insieme al secondo singolo "It's Not Love".

## Tracce
1. Irony – 4:04 (Park Jin-young)
2. Bad Boy – 3:11 (Park Jin-young)
3. It's Not Love (미안한 마음) – 3:57 (testo: Park Jin-young – musica: Park Jin-young, Tae Kwon)
4. Irony (Tae Kwon - Daybreak Remix) – 3:57 (Park Jin-young)

Durata totale: 15:09

## Certificazioni
Corea del Sud
(vendite: 10 000 (CD); 1 623 243 (Musica digitale)+)

## Formazione
- Sunye - voce
- Yeeun - voce
- Sohee – voce
- Sunmi – voce
- Hyuna - rapper